# Мираллегро, Нико
Нико Кристиан Мираллегро (англ. Nico Cristian Mirallegro, 26 января 1991; Хейвуд, Великобритания) — британский актёр. Наиболее известен по ролям Барри «Ньюта» Ньютона в мыльной опере «Холлиокс», Финна Нельсона в трагикомическом сериале «Мой безумный дневник», Джо Миддлтона в сериале «Деревня» и Джонджо О'Ши в фильме «Обыкновенный».

## Биография
Родился 26 января 1991 года в Хейвуде Большого Манчестера. Его отец по национальности итальянец, родом из Сицилии, а мать — ирландка, родом из Малин-Хед, с северной стороны Ирландии. После того, как родители развелись, его отец переехал в Испанию. Нико переехал туда же в подростковом возрасте, чтобы видеться с отцом.
Некоторое время Нико посещал школу-интернат за пределами Великобритании. Позже учился в спортивном колледже Сиддал-Мур в Хейвуде, а также в Манчестерской школе актёрского мастерства, которой заинтересовался в подростковом возрасте, после того как пошел на уроки импровизации со своей сестрой Клаудией. Мираллегро болеет за «Манчестер Юнайтед». С 2007 года сыграл более 40 ролей в фильмах и телесериалах.

## Работы

### Фильмография
| Год  | Название              | Роль           |
| ---- | --------------------- | -------------- |
| 2010 | Шесть минут свободы   | Крис           |
| 2010 | МакКуин               | Сэм            |
| 2011 | Колесо удачи          | Бэн            |
| 2012 | Спайк Айленд          | Дожд           |
| 2014 | Анита Б.              | Дэвид          |
| 2014 | Холодный комфорт      | Пол            |
| 2014 | Стрельба для Сократа  | Дэвид Кэмпбелл |
| 2014 | Пистолет              | Дурвин         |
| 2016 | Проход                | Генри          |
| 2016 | Картонный мальчик     | Марк           |
| 2016 | Пристрастие к красоте | Ян             |
| 2017 | Не такие, как все     | Роб            |
| 2018 | Петерлоо              | Джон Бэггли    |
| 2020 | Повторное перемещение | Лео            |

### Телевидение
| Год       | Название                              | Роль                |
| --------- | ------------------------------------- | ------------------- |
| 2007–2010 | Холлиокс                              | Барри «Ньют» Ньютон |
| 2010      | Докторы (медицинская драма)           | Джованни Маннасори  |
| 2009      | Двигаемся дальше (сериал)             | Джейми              |
| 2010–2012 | Вверх и вниз по лестнице (телесериал) | Джонни Прауд        |
| 2011      | Изгнание (телесериал)                 | Подросток Том       |
| 2011      | Ферма трупов                          | Сэм Вильерс         |
| 2012      | Последнее танго в Галифаксе           | Молодой Алан        |
| 2013      | Деревня                               | Джо Миддлтон        |
| 2013–2015 | Мой безумный дневник                  | Финн Нельсон        |
| 2014      | Коммон                                | Джонджо О'Ши        |
| 2015      | Ковчег                                | Кенан               |
| 2015      | Виртуоз                               | Франц               |
| 2016      | Риллингтон-плейс                      | Тимоти Эванс        |
| 2020      | Покаяние                              | Джед Казинс         |
| 2020      | Наша девушка                          | Проф                |
| 2021      | Двигаясь вперёд                       | Бен                 |
| 2021      | Зверь должен умереть                  | Ники Тун            |
| 2022      | Мы охотимся вместе                    | Робер (Боб) Миллер  |
| 2022      | Ридли                                 | Каллаган Флэннери   |

### Веб-сериал
| Год       | Название | Роль        |
| --------- | -------- | ----------- |
| 2008–2010 | ЛОЛ      | Кэм Спенсер |

### Театр
| Год  | Название | Роль  | Место                                | Дополнение                              |
| ---- | -------- | ----- | ------------------------------------ | --------------------------------------- |
| 2014 | Проход   | Генри | Королевский придворный театр, Лондон | Повторная роль в экранизации 2016 года. |

### Музыкальные видео
| Год  | Название                          | Роль                 |
| ---- | --------------------------------- | -------------------- |
| 2014 | The Charlatans – Talking in Tones | Молодой Тим Бёрджесс |
| 2014 | Tiny Ruins – Carriages            | Мужчина              |

### Аудиокниги
| Year | Название                     | Роль       |
| ---- | ---------------------------- | ---------- |
| 2015 | Ничего, кроме теней          | Рассказчик |
| 2022 | Космический оркестр (группа) | Рассказчик |
| 2023 | Уязвимые голоса              | Рассказчик |

### Радио
| Год  | Название         | Роль   | Дополнение                                                  |
| ---- | ---------------- | ------ | ----------------------------------------------------------- |
| 2014 | Мой папа Кит     | Джефф  | Автор: Максин Пик                                           |
| 2015 | Орфей и Эвридика | Орфей  | Номинация - BBC Audio Drama Awards "за лучшую мужскую роль" |
| 2016 | 79 дней рождения | Джимми | —                                                           |
| 2016 | Здесь, там       | Сын    | —                                                           |
| 2016 | Невинность       | —      | —                                                           |

## Премии и номинации
| Год и результат  | Премия                                    | Категория                                                 | Название фильма/сериала | Роль                |
| ---------------- | ----------------------------------------- | --------------------------------------------------------- | ----------------------- | ------------------- |
| 2008 (номинация) | The British Soap Awards                   | Лучший новичок                                            | Холлиокс                | Барри «Ньют» Ньютон |
| 2009 (номинация) | The British Soap Awards                   | Лучшее экранное партнерство (совместно с Марком Силкоком) | Холлиокс                | Барри «Ньют» Ньютон |
| 2014 (номинация) | British Academy Television Awards (BAFTA) | Лучший мужская роль второго плана                         | Деревня                 | Джо Миддлтон        |
| 2016 (номинация) | BBC Audio Drama Awards                    | Лучший актёр                                              | Орфей и Эвридика        | Орфей               |

В 2012 году был признан журналом Screen International одним из «Звёзд завтрашнего дня», Нико был назван одним из «самых многообещающих молодых актеров Соединенного Королевства».